# باشگاه فوتبال لوکوموتیو بیله‌جری
باشگاه فوتبال لوکوموتیو بیله‌جری (به لاتین: Lokomotiv-Bilajary FK) یک باشگاه و تیم فوتبال پیشین در جمهوری آذربایجان است.